# 560 (tal)
560 är det naturliga heltal som följer 559 och följs av 561.

## Matematiska egenskaper
- 560 är ett jämnt tal.
- 560 är ett sammansatt tal.
- 560 är ett ymnigt tal.
- 560 är ett praktiskt tal.
- 560 är ett Tetraedertal.
- 560 är ett Oktogontal.
- 560 är ett palindromtal i det Senära talsystemet.
- 560 är ett palindromtal i det ternära talsystemet.

## Inom vetenskapen
- 560 Delila, en asteroid.